# Ahmad Ibrahim (Schiedsrichter)
Ahmad Yacoub Ibrahim Ibrahim (* 12. März 1985) ist ein jordanischer Fußballschiedsrichter. Seit 2014 steht er als dieser auf der FIFA-Schiedsrichterliste.

## Karriere

### Klubmannschaften
Ab wann er erste Spiele in seiner nationalen Liga pfiff, ist nicht bekannt. Nachdem er ab 2015 international dann schon als vierter Assistent bei Spielen des AFC Cup zum Zuge gekommen war, leitet er während der Gruppenphase des AFC Cup 2017 dann auch selbst seine ersten Spiele auf dieser Ebene. Nach einem ersten Qualifikationsspiel machte er dann im März 2019 auch sein Debüt in der AFC Champions League Gruppenphase.
Abseits dessen gastierte er bereits im August 2013 einmal in der französischen National 2, wo er mit zwei Landsmännern als Assistenten eine Partie leitete.

### Nationalmannschaften
Erste bekannte Einsätze bei Spielen von Nationalmannschaften bekam er kurz nach der Aufnahme auf die FIFA-Liste bei der Westasienmeisterschaft 2014 der Frauen sowie beim Tournoi Maurice Revello im Mai 2014. Das erste bekannte Länderspiel zwischen Nationalmannschaften unter seiner Leitung, war dann ein Freundschaftsspiel zwischen Katar und Australien am 14. Oktober 2014. Nach weiteren vereinzelten Einsätzen bei Freundschaftsspielen, war dann auch Teil der Schiedsrichter bei den Asienspielen 2018, wo er selbst zweimal die Leitung übernahm.
Ein paar Monate später, folgten dann auch noch einmal drei Gruppenspiele bei der U-16-Asienmeisterschaft 2018 unter seiner Leitung. Nebst einiger Freundschaftsspiele leitete er im Dezember 2021 auch noch drei Gruppenspiele der Südostasienmeisterschaft 2021. Bei den Asienspielen 2022 leitet er dann auch noch einmal eine Partie.